# جایزه ادبی بهرام صادقی
جایزه ادبی بهرام صادقی، جایزه‌ای مستقل و غیردولتی برای داستان کوتاه است که در سال ۱۳۸۲ در اینترنت (وب‌سایت ادبی خوابگرد) پایه‌گذاری شد و علاوه بر بخش هیئت داوران، وبلاگ‌نویسان نیز به‌طور جداگانه در بخش داوری خوانندگان شرکت کردند. در این جایزه «برای نخستین بار در سال‌های پس از انقلاب ۱۳۵۷، این فرصت فراهم شد که شماری از نویسندگان ایرانی مقیم خارج از کشور نیز امکان حضور مستقیم و فعال در رخدادی ادبی که از داخل کشور آغاز شده را بیابند.» این جایزه که دبیری آن را رضا شکراللهی بر عهده دارد بعد از ۱۲ سال توقف در سال ۱۳۹۴ از سر گرفته شده‌است.

## دور نخست
داوران نخستین دوره نخست یاشار احدصارمی (آمریکا)، خسرو دوامی (آمریکا)، منیرو روانی‌پور، رضا شکراللهی، محمدحسن شهسواری، احمد غلامی، رضا قاسمی (فرانسه)، حسن محمودی، عباس معروفی (آلمان) بودند، برگزیدگان هیئت داوران در این دوره افراد زیر بودند:
1. علیرضا محمودی ایرانمهر با داستان «ابر صورتی»
2. آذردخت بهرامی با داستان «شب‌های چهارشنبه»
3. احمد آرام با داستان «نگاه گاو سهل‌الوصول به مینوتورهای خاکستری» و محمدحسین محمدی با داستان «مردگان»

هم‌چنین در این دوره آثار برگزیدهٔ ۴۴ نفر از ۳۵۴ داستان‌نویس شرکت‌کننده در اینترنت منتشر شد و شماری از نویسندگان وبلاگ‌های فارسی‌زبان که در بخش داوری خوانندگان شرکت کردند، سارا درویش نویسندهٔ داستان «تصویر پشت آینه»، خسرو نخعی جازار نویسندهٔ داستان «سنگ سرد» و کیوان حسینی را به خاطر داستان «دست‌نوشته‌های قابیل» به عنوان نفرات اول تا سوم خود برگزیدند.

## دور دوم
دوره دوم جایزه بهرام صادقی در سال ۱۳۹۴ با داوری فرشته احمدی، حسین پاینده، حسین سناپور، رضا شکراللهی و محمدحسن شهسواری با شرکت ۸۲۰ داستان‌نویس از داخل ایران و ۸۱ داستان‌نویس از سایر کشورها برگزار شد. در این دوره نیز ۲۰ داستان منتخب جایزه برای داوری خوانندگان در اینترنت منتشر شد و خوانندگان داستان‌های برتر خود را برگزیدند.
برندگان دوره دوم:
داستان برتر نخست: «چال»، نوشتهٔ نجمه سجادی
داستان برتر دوم: «صلح در وقت اضافه»، نوشتهٔ نغمه کرم‌نژاد
داستان برتر سوم: «نسخه‌پیچ»، نوشتهٔ ابوذر قاسمیان

## آثار شایسته تقدیر (به ترتیب الفبا)
«سگ نجس است»، نوشتهٔ اشکان اختیاری
«شرطِ باخت‌باخت»، نوشتهٔ نازلی گلچهره حسینی
«لگاح»، نوشتهٔ نسیم مرعشی
«میدان آزادی»، نوشتهٔ بهزاد ناظمیان‌پور
در بخش خوانندگان نیز کابران کتابخوان طاقچه سه داستانِ «وی» نوشتهٔ فرشاد موسی‌زاده، «بازخوانی زندگی وحشت‌آور آقای هدایت جبرپور در تشییع جنازه‌اش» نوشتهٔ م.ر. ایدرم و «اترک» نوشتهٔ امین اطمینان را به عنوان آثار برتر برگزیدند.

## دور سوم
دوره سوم جایزه بهرام صادقی در سال ۱۳۹۵ با داوری فرشته احمدی، حسین پاینده، علی خدایی، حسین سناپور، و محمدحسن شهسواری با شرکت ۱۰۰۶ داستان‌نویس فارسی‌زبان از داخل و خارج ایران برگزار شد. در این دوره نیز ۲۰ داستان منتخب جایزه برای داوری خوانندگان در سایت خوابگرد منتشر شد و خوانندگان داستان‌های برتر خود را برگزیدند.
برندگان دوره سوم
داستان برتر نخست: «نگاهِ بی‌قرار و چشمِ سرگردان»، نوشته بهمن بابائی
داستان برتر دوم: «یک تکه کاج»، نوشتهٔ پویا منشی‌زاده
داستان برتر سوم: «زمستان شغال»، فرهاد رفیعی

## آثار شایسته تقدیر (به ترتیب الفبا)
«تاسیان» نوشتهٔ الهام نظری
«خشکشویی سفید» نوشتهٔ موژان اردانی
«دبه‌ها و جبه‌ها» نوشتهٔ مهدی عباسی زهان
«کارِ گِل» نوشتهٔ مهدی حمیدی پارسا
«هوش سبز» نوشتهٔ پرستو گرانمایه
در بخش خوانندگان نیز کابران کتابخوان طاقچه سه داستانِ «پرتقال‌های خونی» نوشتهٔ دامون بهرنگ، «حدس بزنید کی؟» نوشتهٔ امین شیرپور و «غوطه‌ور در فُرمالین» نوشتهٔ عباس باباعلی را به عنوان آثار برتر برگزیدند.